# Jules Bache
Jules Semon Bache (Nova Iorque, 9 de novembro de 1861 – Palm Beach (Flórida), 24 de março de 1944) foi um banqueiro e filantropista estadunidense.

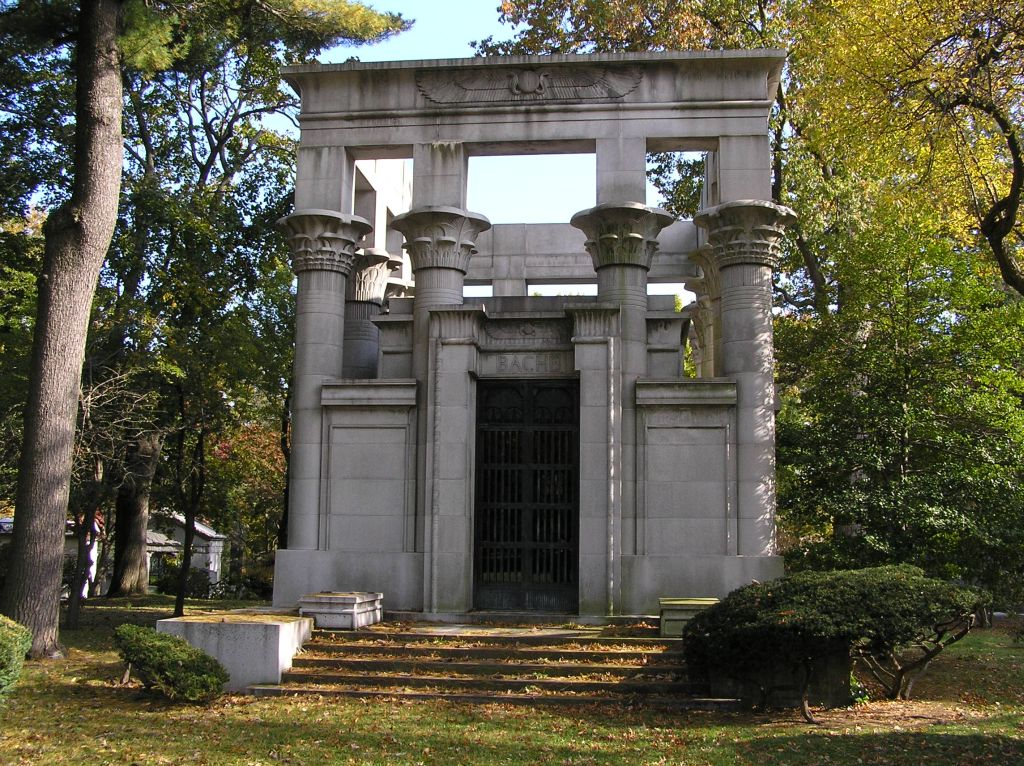
Mausoléu de Jules Bache no Cemitério de Woodlawn

Sepultado no Cemitério de Woodlawn. Seu mausoléu é uma réplica do Quiosque de Trajano em Philae.